# Santa Maria del Pianto
Santa Maria del Pianto är en kyrkobyggnad i Rom, helgad åt Jungfru Maria. Den är belägen vid Via di Santa Maria de' Calderari i Rione Regola. Santa Maria del Pianto är en ofullbordad barockkyrka utan egentlig fasad. Enligt en gammal legend började en Madonnabild i närheten gråta, när ett mord begicks framför denna. Pianto betyder "gråt".

## Historia
Den ursprungliga kyrkan på denna plats, San Salvatore in Cacaberis, hade låtits förfalla i slutet av 1500-talet. År 1612 inleddes byggnationen av den nya kyrkan efter Niccolò Sebregondis ritningar. Han formgav kyrkans grundplan som ett grekiskt kors. Finansieringen för kyrkan sinade, men i mitten av 1600-talet kunde stuckarbeten utföras tack vare en donation. Kupolinteriören förblev dock odekorerad.
Hoppet om fortsatt kyrkbygge släcktes i mitten av 1700-talet, då påve Benedikt XIV lade ned Santa Maria del Pianto som församlingskyrka. Han överlät den åt La Confraternita della Dottrina Cristiana, ett lekmannabrödraskap som betonade katekesundervisning. Detta sällskap hade tidigare samlats i kyrkan San Martino ai Pelamantelli, men denna revs i september 1747. År 1896 slog blixten ned i Santa Maria del Pianto, som fick restaureras och förvärvades av Jungfru Marie Oblater (Congregazione degli Oblati di Maria Vergine), som fortfarande innehar kyrkan. 
Kyrkan hade även ett oratorium, men detta är rivet.

## Konstverk
- Agostino Ciampelli: Kristus uppenbarar sig för den helige Martin (1605) (tidigare i kyrkan San Martino ai Pelamantelli)
- Lazzaro Baldi: Madonnan med barnet och de heliga Franciskus av Assisi, Antonius av Padua och Franciska av Rom (1702)
- Anonym konstnär: Den tolvårige Jesus i templet (1605)

## Bilder

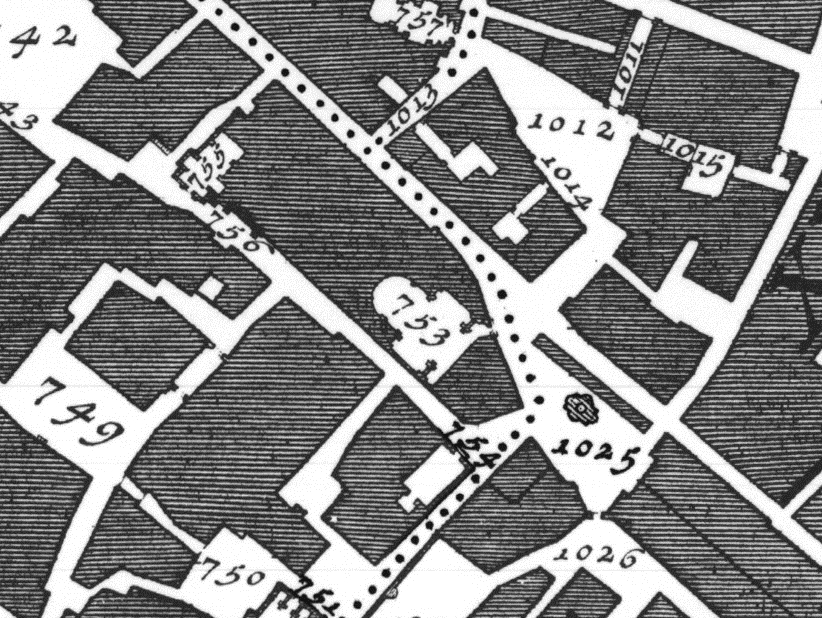
Santa Maria del Pianto (nummer 753) på Giovanni Battista Nollis Rom-karta från år 1748.